# Judita Laššáková
Judita Laššáková (* 4. prosince 1977 Bratislava) je slovenská politička, od roku 2024 poslankyně Evropského parlamentu za SMER-SD.
Narodila se v roce 1977 v Bratislavě, ale vyrůstala v Nových Zámcích. Studovala právo na Panevropské univerzitě. V minulosti pracovala jako asistentka europoslance Miroslava Radačovského (Slovenský patriot) a od roku 2022 také jako asistentka maďarské europoslankyně Lívie Járókaové (Fidesz); Laššáková hovoří plynně maďarsky.
Do povědomí veřejnosti se dostala během pandemie covidu-19, kdy byla jednou z hlavních tváří protestů proti covidovým lockdownům a také vakcinaci. V roce 2022 neúspěšně kandidovala jako členka SNS na funkci starostky Nových Zámků, předtím opakovaně neúspěšně kandidovala v dalších komunálních volbách. V roce 2023 ze SNS vystoupila a stala se členkou strany SMER-SD. Za tu poté úspěšně kandidovala v evropských volbách v roce 2024 a od července 2024 tak působí jako europoslankyně.
V dubnu 2025 média informovala, že Laššáková na mítincích s občany po Slovensku hovoří o možnostech vystoupení Slovenska z Evropské unie.